# Macairea
Macairea es un género  de plantas fanerógamas pertenecientes a la familia Melastomataceae. Comprende 46 especies descritas y de estas, solo 20 aceptadas.

## Taxonomía
El género fue descrito por Augustin Pyrame de Candolle y publicado en Prodromus Systematis Naturalis Regni Vegetabilis 3: 109. 1828. La especie tipo es: Macairea radula (Bonpl.) DC.	

## Especies aceptadas
A continuación se brinda un listado de las especies del género Macairea aceptadas hasta febrero de 2013, ordenadas alfabéticamente. Para cada una se indica el nombre binomial seguido del autor, abreviado según las convenciones y usos:
- Macairea axilliflora Wurdack
- Macairea cardonae Wurdack
- Macairea chimantensis Wurdack
- Macairea duidae Gleason
- Macairea lanata Gleason
- Macairea lasiophylla (Benth.) Wurdack
- Macairea linearis Gleason
- Macairea maroana Wurdack
- Macairea multinervia Benth.
- Macairea neblinae Wurdack
- Macairea pachyphylla Benth.
- Macairea parviflora Benth.
- Macairea radula (Bonpl.) DC.
- Macairea rigida Benth.
- Macairea rufescens DC.
- Macairea spruceana O. Berg ex Triana
- Macairea stylosa Triana
- Macairea sulcata Triana
- Macairea theresiae Cogn.
- Macairea thyrsiflora DC.